# Raso turco

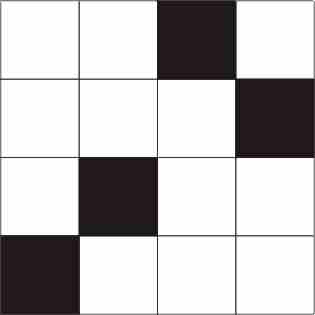
Raso Turco Leve

Raso turco é um tipo de tecelagem, com características de estabilidade e maleabilidade intermediárias entre a tela e a sarja.
Usa quatro quadros de liços por quatro fios de trama em seu rapport, e não tem deslocamento constante, assim como o raso do reino. Os deslocamentos seriam deslocamento vertical direto de 1, 2 e 3.